# Denis Henriquez
Denis Henriquez (Oranjestad, 10 ottobre 1945) è uno scrittore olandese.
D'origine arubano, studiò fisica in Delft, è stato professore nell'Erasmiaans Gymnasium di Rotterdam.

## Opere
- 1981 E soño di Alicia. Basato su "Alice in Wonderland" di Lewis Carroll
- 1988 Kas pabow (poesia)
- 1992 Zuidstraat
- 1995 Delft blues
- 1999 De zomer van Alejandro Bulos

## Premi
- Prijsvraag van het Antilliaans Verhaal, 1990